# Peter Watkins
Peter Watkins (Norbiton, 29 ottobre 1935) è un regista e sceneggiatore inglese.

## Biografia
Nato in Gran Bretagna studiò alla Royal Academy of Dramatic Art di Londra. Iniziò l'attività alla BBC, prima come regista di cortometraggi, documentari e pubblicità, poi realizzando lungometraggi. Peter Watkins fu uno dei pionieri del cosiddetto docudrama e anche del free cinema.
Autore fortemente legato a movimenti pacifisti e radicali anglosassoni, ha concentrato le sue idee su una critica profonda alla guerra, ai regimi autoritari, ai pericoli totalitari dell'età dei mass media. Ha realizzato film per il cinema e per la televisione. Ha vissuto e lavorato, oltre che nella nazione di origine, in Svezia, Canada e Lituania per molti anni e ora vive e lavora in Francia.
Nei Cahiers du cinéma numero 800 dell'estate 2023, la cui testata in copertina contiene il motto Refaire le monde, Peter Watkins si trova nell'incipit dell'articolo dedicato alle rievocazioni storiche creative all'epoca delle fake news. Il pezzo, intestato 1746, è incentrato sul suo film TV Culloden, datato 1964, prodotto dalla BBC e dedicato all'omonimo campo di battaglia dove accadde il feroce scontro in seguito all' «ultimo tentativo di uno Stuart, il principe Carlo Edoardo, di riprendere quel trono inglese che era appartenuto alla sua famiglia». L'articolo dei Cahiers du Cinema ricorda il silenzio ventennale del regista pur essendo il suo modo di ricostruire costruendo la storia patrimonio del cinema contemporaneo, specificando che quando il cinema visita la Storia in tale maniera si apre una porta attraverso la quale il presente ci punge.

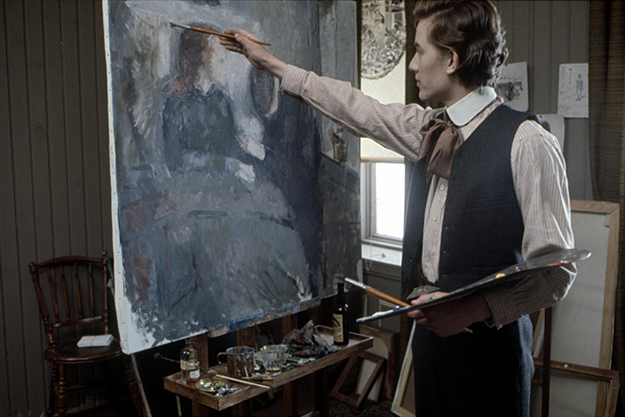
Una scena da Edvard Munch del 1974

## Filmografia

### Regista

#### Cinema
- The Web - cortometraggio (1956)

- The Field of Red - cortometraggio (1958)
- The Diary of an Unknown Soldier - cortometraggio (1959)
- The Forgotten Faces - cortometraggio (1961)
- The Controllers - cortometraggio (1963)
- Privilege (1967)
- Gladiatorerna (1969)
- Punishment Park (1971)
- Un paese, al tramonto (Aftenlandet) (1977)
- La Commune (Paris, 1871) (2000)

#### Televisione
- Culloden - film TV (1964)
- The War Game - film TV (1965)
- Edvard Munch - film TV (1974)
- Fällan - film TV (1975)

- 70'ernes folk - documentario TV (1975)
- Resan - documentario TV (1987)
- The Media Project - documentario TV(1991)
- Fritänkaren - documentario TV (1994)